# 2009 w polityce
Wydarzenia polityczne w 2009 roku.

## Styczeń
- 1 stycznia:
  - Słowacja stała się członkiem strefy euro[1].
  - Czechy przejęły przewodnictwo w Radzie Unii Europejskiej[2].
  - w wyniku eskalacji rosyjsko-ukraińskiego konfliktu gazowego Gazprom przestał przesyłać gaz na Ukrainę[3].
- 14 stycznia – na terytorium Izraela spadły rakiety wystrzelone z Libanu[4].
- 17 stycznia – władze Izraela podjęły decyzję o wstrzymaniu ognia i przerwaniu ofensywy w strefie Gazy[5].
- 20 stycznia:
  - Barack Obama został zaprzysiężony na prezydenta Stanów Zjednoczonych[6].
  - minister sprawiedliwości Zbigniew Ćwiąkalski podał się do dymisji[7].
- 23 stycznia – Andrzej Czuma został mianowany ministrem sprawiedliwości[8].

## Luty
- 11 lutego – wybory do parlamentu izraelskiego wygrała centrowa partia Kadima[9].
- 13 lutego:
  - Sejm powołał komisję śledczą do zbadania okoliczności porwania i zabójstwa Krzysztofa Olewnika[10].
  - w Zimbabwe zaprzysiężono rząd jedności narodowej, który miał zakończyć kryzys polityczny trwający od 2008 roku. Prezydentem kraju pozostał Robert Mugabe, zaś urząd premiera objął Morgan Tsvangirai[11].
- 15 lutego – w Olsztynie odbyła się pierwsza tura przedterminowych wyborów prezydenckich[12].
- 20 lutego – prezydent Kirgistanu Kurmanbek Bakijew podpisał ustawę zakładającą likwidację bazy USA w tym kraju[13].
- 23 lutego – Paweł Graś (PO) został Rzecznikiem Prasowym Rady Ministrów[14].

## Marzec
- 4 marca – Międzynarodowy Trybunał Karny wystawił nakaz aresztowania za Umarem al-Bashirem, prezydentem Sudanu. Prezydenta oskarżono o zbrodnie na mieszkańcach Darfuru[15].
- 8 marca – zmarł Zbigniew Religa, polski kardiochirurg i minister zdrowia[16].
- 23 marca – z oficjalną wizytą do Polski przybył prezydent Węgier László Sólyom[17].

## Kwiecień
- 1 kwietnia – Albania i Chorwacja stały się członkami Organizacji Traktatu Północnoatlantyckiego[18].
- 4 kwietnia – duński premier Anders Fogh Rasmussen został wybrany na nowego szefa NATO[19].
- 6 kwietnia – zmarł Andrzej Stelmachowski, polski prawnik i publicysta, pierwszy marszałek Senatu Rzeczypospolitej Polskiej po jej przywróceniu w 1989 roku[20].
- 14 kwietnia – zmarł Maurice Druon, francuski pisarz i polityk, minister kultury w latach 70[21].

## Maj
- 7 maja – wszedł w życie projekt Partnerstwo Wschodnie. Powołany przez Unię Europejską projekt ma na celu zaciśnięcie współpracy gospodarczej pomiędzy państwami UE a uczestnikami programu. Do programu zaproszono: Armenia, Azerbejdżan, Białoruś, Gruzja, Mołdawia i Ukraina[22].
- 25 maja – Korea Północna przeprowadziła drugą próbę jądrową[23].
- 27 maja – zmarł Jacek Maziarski, polski dziennikarz, działacz NSZZ „Solidarność”, poseł na Sejm I kadencji, współzałożyciel Porozumienia Centrum[20].

## Czerwiec
- 4 czerwca – w Krakowie i Gdańsku odbyła się 20. rocznica wyborów parlamentarnych w 1989 roku i upadku komunizmu[24].
- 7 czerwca – odbyły się wybory do Parlamentu Europejskiego[25].
- 8 czerwca – zmarł Omar Bongo, gaboński polityk, prezydent Gabonu w latach 1967–2009[21].
- 20 czerwca – zmarł Zenon Płatek, generał Milicji Obywatelskiej, szef Departamentu IV MSW, zajmującego się walką z Kościołem[20].

## Lipiec
- 6 lipca – zmarł Robert McNamara, amerykański polityk i biznesmen, sekretarz obrony Stanów Zjednoczonych w latach 1961-1968[21].
- 14 lipca – Jerzy Buzek został przewodniczącym Parlamentu Europejskiego[26].
- 17 lipca – zmarł Leszek Kołakowski, polski filozof, działacz opozycyjny[20].

## Sierpień
- 1 sierpnia – zmarła Corazon Aquino, filipińska polityk i działaczka praw człowieka, prezydent Filipin w latach 1986–1992[21].
- 18 sierpnia – zmarł Kim Dae-jung, południowokoreański polityk, prezydent Korei Południowej w latach 1998–2003. inicjator „Słonecznej polityki”, laureat Pokojowej Nagrody Nobla w 2000 roku[21].
- 25 sierpnia – zmarł Ted Kennedy, amerykański senator demokratyczny, brat Johna i Roberta Kennedych[21].

## Wrzesień
- 18 września – zmarł Irving Kristol, amerykański pisarz polityczny i myśliciel, jeden z twórców ideologii neokonserwatywnej, która był wyznawana przez administrację George'a W. Busha[21].
- 26 września – prezydent Rosji Dmitrij Miedwiediew ogłosił, że w obwodzie królewieckim nie zostaną rozmieszczone rakiety taktyczne Iskander[27].

## Październik
- 2 października:
  - w Irlandii odbyło się drugie referendum w sprawie wprowadzenia Traktatu lizbońskiego. 67,1% dokumentów opowiedziało się za dokumentem[28].
  - zmarł Marek Edelman, jeden z przywódców powstania w getcie warszawskim, uczestnik powstania warszawskiego, opozycjonista w okresie komunistycznym, poseł na Sejm w latach 1989–1993, związany z Unią Wolności[20].
- 9 października – Komitet Noblowski ogłosił, iż Pokojową Nagrodę Nobla przypadła Barackowi Obamie[29].

## Listopad
- 2 listopada – Hamid Karzaj został prezydentem Afganistanu. Karzaj wygrał wybory za sprawą wycofania się Abdullaha Abdullaha z drugiej tury wyborów prezydenckich[30].
- 3 listopada – prezydent Czech Václav Klaus podpisał Traktat lizboński[31].
- 4 listopada – Sejm powołał komisję śledczą ds. afery hazardowej[32].
- 19 listopada:
  - premier Belgii Herman Van Rompuy został wybrany na przewodniczącego Rady Europejskiej[33].
  - Sejm RP przyjął ustawę o grach hazardowych[34].

## Grudzień
- 1 grudnia – wszedł w życie Traktat lizboński[35].
- 2 grudnia – Barack Obama ogłosił wysłanie 30 tys. dodatkowych amerykańskich żołnierzy do Afganistanu. Prezydent Stanów Zjednoczonych zaznaczył, że nadrzędnym celem jest zwalczenie Al-Ka’idy[36].